# Sèrie de Bell
En matemàtiques, una sèrie de Bell és una sèrie de potències formal utilitzada per estudiar les propietats de funcions aritmètiques. Les sèries de Bell van ser introduïdes i desenvolupades per Eric Temple Bell.
Donada una funció aritmètica {\displaystyle f} i un nombre primer {\displaystyle p}, es defineix la sèrie de potències formal {\displaystyle f_{p}(x)}, anomenada sèrie de Bell de {\displaystyle f} mòdul {\displaystyle p}, com a:
{\displaystyle F_{p}(x)=\sum _{n=0}^{\infty }f(p^{n})x^{n}}
Es pot demostrar que dues funcions multiplicatives són idèntiques si totes les seves sèries de Bell són iguals: això de vegades s'anomena teorema d'unicitat. Donades les funcions multiplicatives {\displaystyle f} i {\displaystyle g}, es té que {\displaystyle f=g} si i només si:
{\displaystyle F_{p}(x)=g_{p}(x)} per a tots els nombres primers {\displaystyle p}.
Dues sèries poden ser multiplicades (de vegades anomenat com teorema de multiplicació): per a dos funcions aritmètiques qualssevol {\displaystyle f} i {\displaystyle g}, sigui {\displaystyle h=f*g} la seva convolució de Dirichlet. Llavors, per a cada nombre primer {\displaystyle p}, es té que:
{\displaystyle H_{p}(x)=f_{p}(x)g_{p}(x).\,}
Més concretament, això converteix en trivial el fet de trobar la sèrie de Bell d'una inversa de Dirichlet.
Si {\displaystyle f} és completament multiplicativa, llavors:
{\displaystyle F_{p}(x)={\frac {1}{1-f(p)x}}.}

## Exemples
A continuació es mostren les sèries de Bell de funcions aritmètiques molt conegudes.
- La funció de Moebius {\displaystyle \mu } té {\displaystyle \mu _{p}(x)=1-x.}
- La funció φ d'Euler {\displaystyle \varphi } té {\displaystyle \varphi _{p}(x)={\frac {1-x}{1-px}}.}
- La identitat multiplicadora de la convolució de Dirichlet {\displaystyle \delta \,} tiene {\displaystyle \delta _{p}(x)=1.\,}
- La funció de Liouville {\displaystyle \lambda } té {\displaystyle \lambda _{p}(x)={\frac {1}{1+x}}.}
- La funció potència Idk té {\displaystyle ({\textrm {Id}}_{k})_{p}(x)={\frac {1}{1-p^{k}x}}.} Aquí, Idk és la funció completament multiplicativa {\displaystyle \operatorname {Id} _{k}(n)=n^{k}}.
- La funció divisor {\displaystyle \sigma _{k}} té {\displaystyle (\sigma _{k})_{p}(x)={\frac {1}{1-(1+p^{k})x+p^{k}x^{2}}}.}